# Joseph Schram
Joseph Johann Nepomuk Schram (* 30. Juni 1770 in Düsseldorf; † 18. März 1847 in Bonn) war ein deutscher Jurist und Bibliothekar.

## Leben
Joseph Schram wurde als Sohn des Geheimen Rats und Oberappellationsgerichtsrats Johann Godfried Schram († 11. Dezember 1807) und dessen Frau Maria Margetrete Applolnia Vithens in Düsseldorf geboren. Er studierte 1787 bis 1792 an der Rechtsakademie Düsseldorf und 1792 bis 1794 an der Ruprecht-Karls-Universität Heidelberg Rechts- und Kameralwissenschaften. 1797 wurde er auf sein Gesuch hin als Professor für Kameralwissenschaften, Natur- und Staatsrecht in Düsseldorf eingestellt und trat damit die Nachfolge von Peter Dewies an. Am 20. Oktober 1797 wurde Schram zum Lehrer der Cameralwissenschaften und  des Natur- und Staatsrechts berufen. 1805 wurde er als Nachfolger von Goswin Joseph Arnold von Buininck zum Leiter der Düsseldorfer Hofbibliothek ernannt. Zusätzlich war er von 1805 bis 1815 als Lehrer am Lyzeum tätig, wo er neuere Geschichte und Deutsch unterrichtete, letzteres auch für den jungen Heinrich Heine.
1818 wurde Schram als erster Unterbibliothekar an die Universitätsbibliothek Bonn versetzt. 1828 erhielt er die Ehrenpromotion. In Bonn blieb er bis zu seinem Tod im Jahr 1847.

## Schriften
- Die Verbesserung der Schulen in moralisch-politischer, pädagogischer und polizeylicher Hinsicht. Oder Versuch eines umfassenden Werkes über die öffentlichen Anstalten zur Bildung der Jugend und zur Aufklärung des Volkes (1803)
- Systematisch geordnete Übersicht der gemeinnützlichen Kenntnisse für die Bildung rechtschaffener Staatsbeamten (1805)
- Acten betr. Bibliothek der Kreuzherren zu Düsseldorf (1812) (Digitalisat)
- Kleiner Beytrag zum Weltfrieden (1815)
- Einige seit der Juli-Woche 1830 in französischen Zeitschriften gewagte Behauptungen (1831)
- Die Einheit des deutschen Vaterlandes. Zugleich eine Jubeldenkschrift auf Kant, den Weltweisen (1832)
- Beitrag zur Geschichte der Philosophie: Mit Bezug auf die Geschichte unserer Zeit (1836)